# Getúlio Vargas (Rio Grande do Sul)
Getúlio Vargas, amtlich portugiesisch Município de Getúlio Vargas, ist eine Kleinstadt des brasilianischen Bundesstaates Rio Grande do Sul. Sie wurde nach dem zweimaligen Präsidenten und Diktator Getúlio Vargas benannt. Die Entfernung zur Hauptstadt Porto Alegre beträgt 333 km. Die Bevölkerungszahl wurde zum 1. Juli 2019 auf 16.212 Einwohner geschätzt, die auf einer Gemeindefläche von rund 287,1 km² leben und Getulienser (getulienses) genannt werden. Sie steht an 118. Stelle der 497 Munizips des Bundesstaates.
Die Gemeinde gehört zum Bistum Erexim. Umliegende politische Gemeinden sind Estação, Erechim, Erebango, Floriano Peixoto, Sertão, Charrua und Áurea.

## Persönlichkeiten
- Fabiano Cezar Viegas (* 1975), Fußballspieler